# 东南大学研究协会
东南大学研究协会（英語：Southeastern Universities Research Association, SURA）是一家非营利性协会，包括57个来自美国和加拿大的成员大学。该协会致力于推动科学、研究和教育发现。
东南大学研究协会成立于1980年5月，在威廉玛丽学院的一次会议上，来自不同大学的一群研究物理学家认识到创建一个联盟以促进美国东南部核物理扩展的机会。马里兰大学的Harry Holmgren当选主席，弗吉尼亚大学的Jim McCarthy担任副主席。该协会最初是为了响应科学界希望建造一个电子粉碎机来探索夸克在原子核结构中的作用而成立的，该设施现在被称为托马斯·杰斐逊国家加速器。

## 成员

### 正式成员[3]
- 亚利桑那州立大学
- 阿拉巴马大学
- 阿拉巴马大学伯明翰分校
- 阿拉巴马大学亨茨维尔分校
- 阿肯色大学
- 奥本大学
- 贝勒大学
- 美国天主教大学
- 中佛罗里达大学
- 克里斯托弗·纽波特大学
- 克莱姆森大学
- 特拉华大学
- 杜克大学
- 佛罗里达大学
- 佛罗里达大西洋大学
- 佛罗里达理工学院
- 佛罗里达国际大学
- 佛罗里达州立大学
- 乔治梅森大学
- 乔治·华盛顿大学
- 乔治城大学
- 佐治亚大学
- 佐治亚理工学院
- 佐治亚州立大学
- 汉普顿大学
- 印第安纳大学
- 詹姆斯·麦迪逊大学
- 肯塔基大学
- 路易斯安那大学拉斐特分校
- 路易斯安那州立大学
- 马里兰大学帕克分校
- 马里兰大学巴尔的摩分校
- 麻省理工学院
- 迈阿密大学
- 密西西比大学
- 密西西比州立大学
- 诺福克州立大学
- 北卡罗来纳大学教堂山分校
- 北卡罗来纳州立大学
- 俄克拉荷马大学
- 老道明大学
- 里贾纳大学
- 莱斯大学
- 里士满大学
- 南卡罗来纳大学
- 南佛罗里达大学
- 南密西西比大学
- 田纳西大学
- 天普大学
- 德克萨斯农工大学
- 杜兰大学
- 范德堡大学
- 弗吉尼亚大学
- 弗吉尼亚联邦大学
- 弗吉尼亚理工大学
- 弗吉尼亚州立大学
- 西弗吉尼亚大学
- 威廉与玛丽学院

### 附属成员
- 爱达荷州立大学
- 北佛罗里达大学
- 俄亥俄大学

## 又见
- 美国大学协会

- 美国研究型大学列表
- 大学研究协会